# Стауче, Гинтарас Миндаугович
Ги́нтарас Ми́ндаугович Ста́уче (лит. Gintaras Staučė; род. 24 декабря 1969, Алитус) — советский и литовский футболист, вратарь; тренер. Мастер спорта СССР.

## Биография
Воспитанник вильнюсского «Жальгириса». С 1988 года — в дубле «Спартака» Москва. В 1992—1994 годах сыграл 32 матча в чемпионате России, был вторым вратарём после Станислава Черчесова. Выступал за команды Турции «Галатасарай» (1994—1995), «Каршияка» (1995—1996), «Сарыер» (1996—1997), Германии «Дуйсбург» (1997—2001), Греции «Акратитос» (2001—2002), «Фостирас» (2002—2003), «Калитея» (2003—2004), Латвии «Юрмала» (2004—2006, также тренер вратарей).
С 2007 года работал в штабе Черчесова тренером вратарей: «Спартак» (2007—2009), «Жемчужина-Сочи» (2010—2011), «Терек» (2011—2013), «Амкар» (2013—2014), «Динамо» Москва (2014—2015), «Легия» (2015—2016), сборная России (2016—2021).
Сын — Гинтарас Стауче-младший, фотограф.

## Достижения
- Чемпион СССР: 1989
- Чемпион России: 1992, 1993
- Кубок России по футболу: 1994
- Обладатель Кубка чемпионов Содружества: 1993 (1 игра)
- Чемпион Европы среди юниоров (до 19): 1988

Личные
- Почётная грамота Президента Российской Федерации (27 июля 2018 года) — за большой вклад в развитие отечественного футбола и высокие спортивные достижения[5]
- Лучший футболист Литвы (2): 1995, 1996